# Dieus

Mapa animado de las migraciones indoeuropeas

Dieus es un hipotético dios supremo de los pueblos protoindoeuropeos. De haber existido en la religión protoindoeuropea, habría sido el titular del cielo luminoso y el antecesor de los dioses-padre del cielo.
- Dyeus, en inglés;
- Dyēus, en letra AITS (alfabeto internacional de transliteración sánscrita);
- *Dyēus ph2ter[1]

## Etimología
La raíz indoaria *dyē-, *dįā, *dei- puede ser vertida como ‘bóveda celeste’, ‘brillo’, ‘luz’ o ‘resplandor’.
Así, la palabra «día» estaría emparentada con «dios».

## Dioses padres
De *Dieus habrían surgido los nombres de las principales divinidades indoeuropeas:
- Zeus (de Dzeós), en la mitología griega.
- Júpiter: del indoeuropeo Dieu Piter, habría derivado en Iu-piter (Júpiter), relacionado con el dios latino Dis Pater (un antiguo dios del inframundo, después absorbido por Plutón) en la mitología romana.
- Tyr: del protogermánico Tîwaz (de Dîwaz), en la mitología nórdica.
- Dievas o Dievs (de Diews), el dios principal de la mitología báltica.
- Diaus Pitar (de Diaus) ―en el Rig-veda (el texto más antiguo de la India, de mediados del II milenio a. C.)― era el padre del Suria (el dios del Sol), en contraposición con Pritiví (la madre Tierra).[3][4]

De acuerdo con Mircea Eliade (1907-1986) ―padre de la Historia de las religiones―, los nuevos dioses surgidos a partir de entonces tomaron el papel de fecundadores, dioses del rayo y de la tormenta, por lo que en una tercera o cuarta generación, Dyēus se habría convertido en antecesor de dioses meteorológicos como
Váruna (dios del mar) en la religión védica, previa al hinduismo, o
Thor (dios del rayo), en la mitología germánica.
Esto lo habría desplazado del culto, convirtiéndolo en un «deus otiosus» (‘dios ocioso’).